# (35448) 1998 CX2
1998 CX2 (asteroide 35448) é um asteroide da cintura principal. Possui uma excentricidade de 0.05250440 e uma inclinação de 6.31295º.
Este asteroide foi descoberto no dia 6 de fevereiro de 1998 por Eric Walter Elst em La Silla.